# Most Arkadiko
Most Arkadiko nebo most Kazarma je mykénský most poblíž moderní silnice z Tiryns do Epidauros na Peloponésu v Řecku. Pochází z období egejské kultury a je to jeden z nejstarších dodnes existujících a používaných obloukových mostů a nejstarší dochovaný most v Evropě.

## Popis
Mosty byly pravděpodobně postaveny kolem roku 1300 př. n. l. z kyklopského zdiva. Velké, hrubě opracované kameny se používaly bez malty. Do mezer mezi kameny byly vloženy malé kameny, které je stabilizovaly. Mosty byly součástí silnice, která spojovala mykénská centra s přístavem Palea Epidavros. Mykénské cesty nebyly vedeny rovně, ale po svazích kopců a byly opevněny opěrnými zdmi. Důraz nebyl kladen na krátké úseky, ale na to, aby cesty byly co nejrovnější. Zpravidla byly široké 3,60 m, aby po nich mohly jezdit vozy. To umožnilo rychlý přesun vojsk. Protože koně nebyli okovaní, byly cesty pokryty pouze sypkou vrstvou z hlíny a štěrku. Sofistikované uspořádání mostu a silnice naznačují, že byly speciálně konstruovány pro použití válečnými vozy. Most byl postaven na konci pozdní heladské kultury (asi 1300–1190 př. n. l.) a je stále používán místním obyvatelstvem.
Most s nepravým obloukem patřil v mykénské době k dálnici mezi oběma městy, která tvořila součást širší vojenské silniční sítě. Má rozpětí propustku cca jeden metr a je postaven typickým mykénským způsobem z kyklopského zdiva. Konstrukce je 22 metrů dlouhá, 5,60 metrů široká u základny a 4 metry vysoká. Šířka vozovky na vrcholu je asi 2,50 metru. Propustek je vodorovně vydlážděn kameny, což snižuje rychlost proudění a vyplavování. 

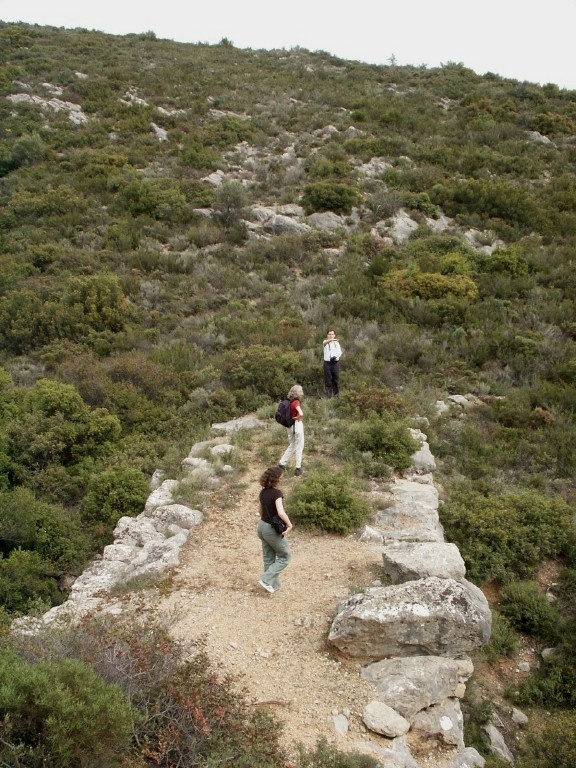
Další mykénský most poblíž, součást stejné starověké vozové cesty

## Další mykénské mosty v Argolis
Most Arkadiko je jedním ze čtyř známých mykénských mostů s nepravým obloukem poblíž Arkadika, všechny patří ke stejné dálnici z doby bronzové mezi těmito dvěma městy a všechny mají podobný design a stáří. Jedním z nich je most Petrogephyri, který překračuje stejný potok jeden kilometr západně od mostu Arkadiko. Jinak velikostí i vzhledem podobná, konstrukce má větší rozpětí a trochu vyšší klenbu. Také se stále používá jako místní trať.

### Most Petrogefyri
Most Petrogefyri (řecky Πετρογεφύρι = kamenný most) se nachází asi 1 km západně od mostu Kazarma. K němu vede 1,72 km dlouhá turistická stezka z mostu Kazarma. Místy je vidět starobylá cesta a opěrná zeď. 500 m západně od mostu je vidět obzvláště dobře zachovalá část staré cesty. Na hlavní silnici z Lygouria do Nafplia je také značka.
Most Petrogefyri je 14,50 m dlouhý a asi 4 m vysoký. Měří asi 5,50 m u základny a asi 4 m na vrcholu. Má konzolovou klenbu, která je u výtoku vysoká 2,16 m a u základny široká 1,90 m. Propustek je rovněž vodorovně vydlážděn kameny. V propustku se pravděpodobně vlivem zemětřesení sesunul kámen o 0,70 m a při příštím větším otřesu hrozí zřícení střední části.

### Most v Arkadiku
Nejvýchodnější most se nachází na severním okraji Arkadika. Není tak dobře zachován jako dva dříve zmíněné a jeho spodní část je pohřbena pod nánosy sedimentů. Je však vidět, že měl dva malé propustky.

### Zbytky mostu
Pozůstatky dalšího mostu se nacházejí asi 300 m severně od hřbitovního kostela Agios Ioannis, na staré státní silnici mezi Agios Ioannis a Arkadikem.

### Most v Lykotroupi
Pátý, dobře zachovalý mykénský most se nachází v širší oblasti u Lykotroupi na severu Argolis, kde byl součástí další mykénské hlavní silnice. Jeho rozměry jsou obdobné mostu Arkadiko: 5,20 metru široký u paty, 2,40 metru široký nahoře a s rozpětím nepravého oblouku o něco více než metr. Na silnici jsou stále obrubníky pro vedení rychle jedoucích vozů.